# Branik
Branik (olaszul: Rifembergo, német nyelven: Reifenberg) falu Szlovéniában, a Goriška statisztikai régióban, a Vipava-völgyhöz kapcsolódó Branik-völgyben fekszik. Közigazgatásilag Nova Goricához tartozik. 2011-ig a településhez tartozott Pedrovo településrész.

## Nevének eredete
A település neve 1955-ben változott meg a korábbi Rihemberkről (a korábban használt Rifenbergről, ami a német Reyfemberch-ből ered, mely néven 1274-óta nevezték) Branikra. Az 1948-as földrajzi név törvény alapján kellett a település nevét megváltoztatni. A településhez közeli hegy tetején található a Branik-kastély.

## Temploma
A falu templomát Augsburgi Szent Ulrich tiszteletére emelték és a Koperi egyházmegyéhez tartozik.

## Híres személyek
- Nevin Birsa, költő
- Rajko Bratož, történész
- Ljudevit Furlani, műfordító és újságíró
- Simon Gregorčič, költő
- Tjaša Iris, festő

## Fordítás
- Ez a szócikk részben vagy egészben  a   Branik című angol Wikipédia-szócikk ezen változatának fordításán alapul.  Az eredeti cikk szerkesztőit annak laptörténete sorolja fel. Ez a jelzés csupán a megfogalmazás eredetét és a szerzői jogokat jelzi, nem szolgál a cikkben szereplő információk forrásmegjelöléseként.